# François-Barthélemy-Marius Abel
Pour les articles homonymes, voir Abel (homonymie).
François-Barthélemy-Marius Abel, né le 28 février 1832 à Marseille et mort le 11 septembre 1870 à Paris 3e, est un peintre français.

## Biographie
François-Barthélemy-Marius Abel est né le 28 février 1832 à Marseille. Il entre à l'école des Beaux-Arts le 7 octobre 1853. Il était l'élève de Félix-Joseph Barrias et de Léon Cogniet (1794-1880). Il est mort en 1870 à Paris.

## Œuvres

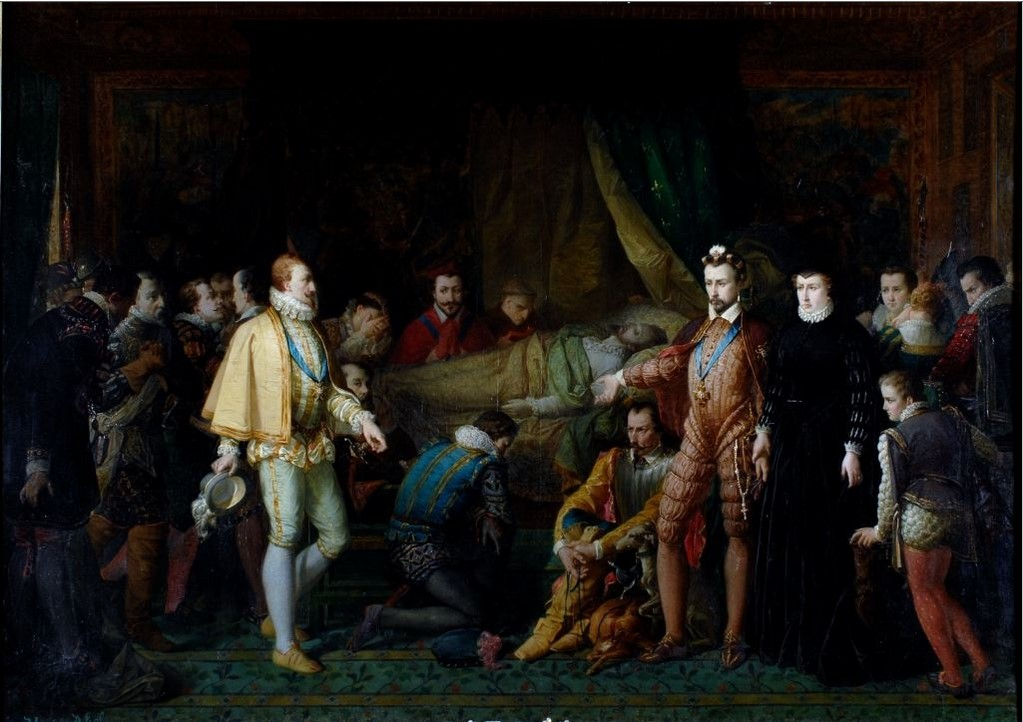
La mort du duc d'Anjou, fils de Henri II (1863), château de Blois.

- Allégorie de la France et de la Savoie[4]
- Rue Vieille-du-Temple[1]
- Rue Debelleyme[1]
- Portrait de femme[1]
- Les Saintes femmes au Calvaire[1]
- Portrait du père de l'artiste[1]
- L'Ours et les deux compagnons[1]
- M. et Mlle de Sombreuil devant le tribunal de l'Abbaye, le 4 septembre 1792[1]
- Le Christ aux enfers[1]
- Les Remords de Judas[1]
- La Mort du duc d'Anjou, fils de Henri II[1]
- Giotto et Cimabué[1]